# 일본항공 123편 추락 사고
일본항공 123편 추락 사고(일본어: 日本航空123便墜落事故)는 1985년 8월 12일 승객과 승무원 524명을 태우고 일본 도쿄 하네다 국제공항을 출발해 오사카 이타미 공항에 도착할 예정이던 일본항공 123편 보잉 747SR-100(등록번호 JA8119기) 항공기가 군마현의 다카마가하라산에 추락한 사고로 단일 항공 사고로는 사상 최대의 사망자를 낸 사고이며 일본 국토교통성(당시 일본 운수성) 항공사고조사위원회의 사고조사보고서에 의하면 사망자 수는 승무원과 승객을 합쳐 520명에 달하며 단일 항공기 사고로는 인류 역사상 최악의 참사다.

## 사고 경위
당시 123편은 오후 6시 정각 도쿄 하네다 국제공항을 이륙하여 남서쪽을 향한 후 이즈오지마에서 서쪽으로 순항한 뒤 구시모토 상공에서 북서쪽으로 비행하여 오후 6시 56분 오사카 이타미 공항에 도착할 예정이었으며 사고 기체는 보잉 747인 등록번호 JA8119이었다.
오후 6시 4분 524명을 태운 123편은 원래 출발 시간보다 약간 늦게 하네다 공항 18번 탑승구를 떠나 오후 6시 12분에 16번 활주로에서 이륙했다.

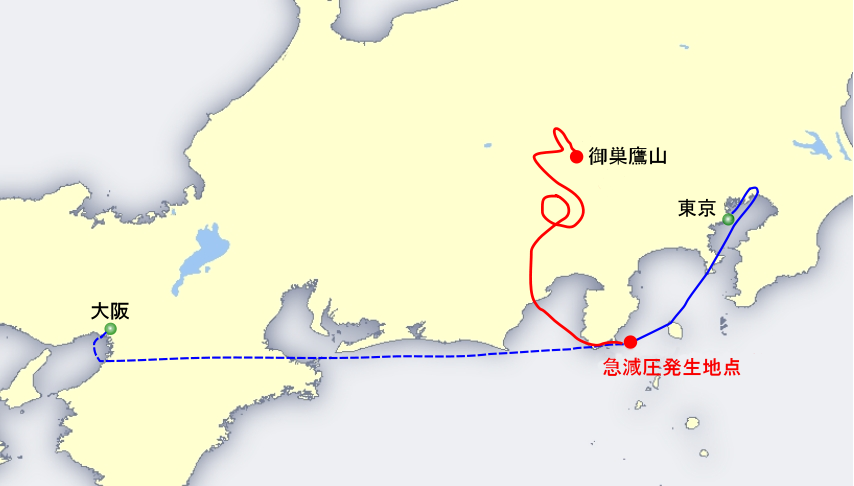
123편 경로

그리고 이륙한지 12분 뒤인 오후 6시 24분 사가미만 상공에서 순항 고도 24000피트(7200 m)를 향해 상승하여 23900ft를 통과하던 순간 갑작스런 폭발음과 함께 123편의 꼬리날개는 수직 안정판의 하단부만을 남기고 파괴되어 유압계의 총 4계통 모두가 완전히 손실되었고 결국 유압을 사용하는 엘리베이터(승강타)나 에일러론(보조 날개)의 조종이 불가능해졌으며 휴고이드 운동과 더치 롤을 일으키며 기체는 17분간 20000ft(6000m) 이상으로 비행을 계속한다.
오후 6시 40분 무렵 하강을 위해 항력장치인 랜딩 기어를 내린 후(비상절차로 작동 시킴) 후지산 동쪽 기슭으로 북상했다가 야마나시현 오츠키시 상공에서 급작스레 오른쪽으로 선회하며 고도 22000피트에서 6000피트로 단번에 15400ft(4600m)를 하강한 후 기체는 하네다 국제공항을 향하는 항로가 지나가는 사이타마현 상공에서 왼쪽으로 선회한 뒤 군마현 남서부의 산악 지대로 향하기 시작한다.
이러한 조종사들의 노력에도 불구하고 123편은 계속 하강하여 오후 6시 56분 14초 무렵 대지 접근 경보 장치(GPWS)가 작동했는데 이때의 위치는 도쿄 북서쪽 65km 산악지대였다.
그리고 17초 무렵 기체는 조금 상승했고 18시 56분 23초 무렵 기체 후부와 오른쪽 주 날개가 수목과 접촉했는데 이때 기수를 올리기 위해 엔진 출력을 올린 것과 함께 기체가 급강하하면서 속도는 346kt(640km/h)에 도달했으며 이후 기체는 일단 상승했지만 오른쪽으로 크게 기울어졌다.
26초 무렵 오른쪽 주 날개가 지면과 충돌하고 동시에 기체의 파괴가 시작되었고(수직·수평꼬리, 오른쪽 주 날개의 이탈) 28초에는 동체 후부가 분리되고 기체는 기수를 내리면서 우측으로 회전했다가 오후 6시 56분 30초, 결국 타카마가하라산의 경사면에 반전하는 형태로 추락한 후 충돌했다.
오후 6시 56분 28초까지 녹음됐던 음성 기록장치에는 23초와 26초 무렵에 충격음이 남아 있는데 이 가운데 23초의 충격음 직전에는「이젠 끝이야!(もうだめだ！)」라는 타카하마 마사미 기장의 절박한 고함소리도 녹음되어 있다.
충격에 의해 기체 앞부분부터 주 날개 부근의 객실은 원형을 알 수 없을 만큼 파괴된 것은 물론(후의 조사에 의하면 기체의 대부분은 수백 G의 충격이 더해졌다고 한다) 두 날개도 모두 파괴됐다.
한편 28초 때 분리된 객실 후부와 뒷날개는 산의 능선을 넘어 경사면을 스치고 지나갔고 객실 후부는 능선과의 충돌을 면하고 경사면에 평행에 가까운 각도로 착지해 수목을 쓰러뜨리면서 능선의 경사면과 접촉하여 천천히 감속했다. 
이 때문에 다른 부위에 비해 충격을 덜 받았으며 화재도 발생하지 않았음에도 이 사고로 탑승객 520명은 사망했는데 그 외의 사람은 즉사 혹은 거기에 가까운 상황이었으며 중상을 입은 생존자 중 상당수가 이튿날 아침에 수색대가 도착하기 전 사망했다. 생존자들의 증언에 따르면 10여명 정도는 추락 직후에 살아있었다고 한다.

## 원인
추락한 항공기는 사고 7년 전인 1978년 6월 2일 오사카 이타미 공항에 착륙 중 테일스트라이크(일본항공 115편 불시착 사고)로 인하여 후미에 손상을 입어 제작사인 보잉에 정비를 요청한 적이 있었다.
벌크 헤드는 비행기의 기압을 유지하는 역할을 하는데 당시 격벽이 손상을 입었기 때문에 일본항공에서 수리가 불가능할 정도로 심각한 피해를 입었으며 당시 보잉의 기술자는 이를 수리할 때 2줄의 리벳이 박힌 이중 철판으로 동체와 고정하도록 규정되어 있었음에도 불구하고 이 규정을 무시한 채로 1줄의 리벳이 박힌 이중 철판만으로 고정을 했다.
그 결과 계속된 비행으로 압력이 변할 때 금속 피로를 이기지 못하고 터져 나가 버리는 바람에 수직 꼬리 날개를 날리면서 방향 타면을 움직이는 동력을 제공하는 유압의 분배기인 토크 박스를 터트려 서서히 유압이 새어 나가면서 조종 능력을 상실한 비행기는 추락하고 만다.
또한 테일스트라이크로 인한 동체의 변형이 수리 후에도 그대로 남아 있어 사고 직전까지 캐빈 뒤쪽의 화장실 문이 잘 닫히지 않는다든지 바람이 새어 들어오든지 휘파람 소리가 난다든지 등의 결함이 있었고 이후 테일스트라이크 부분의 정비 부실로 2002년 중화항공에서 여객기가 공중분해된 사건이 일어난다.

## 같이 보기
- 도쿄 국제공항 지상 충돌 사고
- 중화항공 611편 추락 사고
- 테네리페 공항 참사
- 유나이티드 항공 232편 불시착 사고